# Epoksydy

Wzór ogólny epoksydów

Epoksydy, epitlenki, oksirany – klasa organicznych związków chemicznych zawierających trójczłonowy, nasycony pierścień złożony z atomu tlenu i dwóch atomów węgla. Są to więc formalnie pochodne oksiranu (najprostszego związku z tej klasy) i należą do związków epoksydowych (cyklicznych eterów).
Z formalnego punktu widzenia epoksydy są cyklicznymi eterami, ale ich naprężony pierścień trójczłonowy nadaje im nietypowe jak na etery właściwości. Są one bardzo reaktywne, gdyż w pierścieniu trójczłonowym kąty wiązań C−O wynoszą ok. 60°, gdy normalnie, w eterach niecyklicznych, ten kąt wynosi ok. 110°.
Epoksydy nadzwyczaj łatwo ulegają reakcji otwarcia pierścienia katalizowanej śladami kwasów lub zasad oraz pod wpływem ogrzewania, w czasie którego przyłączają nukleofil:
Np. reakcja tlenku etylenu z wodą w środowisku kwaśnym prowadzi do otrzymania glikolu etylenowego:
W warunkach braku jonów H+
 lub OH−
 reakcja otwarcia grupy epitlenkowej prowadzi do polimeryzacji, w wyniku której powstają polietery.
Najprostszy i jednocześnie najważniejszy z punktu widzenia zastosowań praktycznych tlenek etylenu jest otrzymywany w przemyśle w wyniku katalitycznego utleniania etylenu.
Epoksydy można otrzymać w wyniku reakcji alkenów z chlorem i wodnym roztworem wodorotlenku:
Ważną metodą laboratoryjnego otrzymywania epoksydów jest utlenianie związków nienasyconych nadtlenokwasami.